# زبان لورن
زبان لورن زبانی رومی و از دسته ی زبان‌های اوییل است که در فرانسه و زبان‌های رومی جمعیت کمی بدان تکلم میکنند.این زبان بشدت تحت تاثیر زبان های فرانسوی و آلمانی لوگزامبورگی قرار دارد.